# كيلسي بانكس
كيلسي بانكس (بالإنجليزية: Kelcie Banks)‏ هو ملاكم أمريكي سابق. سبق أن شارك في دورة الألعاب الأولمبية الصيفية سنة 1988. حقق الميدالية الذهبية في دورة الألعاب الأمريكية 1987.

## الميداليات
| الميدالية | المسابقة                    |
| --------- | --------------------------- |
| ذهبية     | دورة الألعاب الأمريكية 1987 |

## روابط خارجية
- كيلسي بانكس على موقع بوكس ريك (الإنجليزية) (registration required)
- كيلسي بانكس على موقع أوليمبيديا (الإنجليزية)